# Jhonatan Rodríguez (Leichtathlet)
Jhonatan David Rodríguez Osorno (* 5. Februar 2002) ist ein kolumbianischer Mittelstreckenläufer, der sich auf den 800-Meter-Lauf spezialisiert hat. 

## Sportliche Laufbahn
Erste Erfahrungen bei internationalen Meisterschaften sammelte Jhonatan Rodríguez im Jahr 2018, als er bei den U18-Südamerikameisterschaften in Cuenca in 1:54,18 min die Goldmedaille über 800 Meter gewann und im 400-Meter-Lauf in 49,73 s den vierten Platz belegte. Im Jahr darauf gewann er bei den U20-Südamerikameisterschaften in Cali in 1:49,09 min die Silbermedaille über 800 Meter sowie in 3:13,43 min auch mit der kolumbianischen 4-mal-400-Meter-Staffel. Anschließend erreichte er bei den U20-Panamerikameisterschaften in San José in 1:54,97 min Rang acht. 2021 stellte er im 800-Meter-Finale der Südamerikameisterschaften in Guayaquil mit 1:47,01 min einen neuen kolumbianischen U20-Landesrekord auf und gewann damit die Silbermedaille hinter dem Brasilianer Thiago André. Im Jahr darauf belegte er bei den Ibero-Amerikanischen Meisterschaften in La Nucia in 1:47,57 min den sechsten Platz und gelangte er bei den Juegos Bolivarianos in Valledupar mit 1:48,94 min auf den vierten Platz und siegte mit der kolumbianischen 4-mal-400-Meter-Staffel in 3:06,61 min. 2023 schied er bei den Zentralamerika- und Karibikspielen (CAC) in San Salvador mit 1:56,16 min im Vorlauf über 800 Meter aus und belegte mit der Staffel in 3:10,17 min den fünften Platz. 

## Persönliche Bestzeiten
- 400 Meter: 47,19 s, 6. Mai 2022 in Bogotá
- 800 Meter: 1:47,01 min, 31. Mai 2021 in Guayaquil (kolumbianischer U20-Rekord)